# تشارلز ميلارد
تشارلز ميلارد هو نقابي وسياسي كندي، ولد في 25 أغسطس 1896 في سانت توماس في كندا، وتوفي في 24 نوفمبر 1978 في تورونتو في كندا. حزبياً، نشط في Co-operative Commonwealth Federation (Ontario Section) ‏. وقد انتخب عضو برلمان مقاطعة أونتاريو.